# Martina Williams
Martina Williams (geb. Bonnerová, * 22. Juli 1991 in Prag) ist eine tschechische Beachvolleyballspielerin.

## Karriere
Bonnerová begann ihre internationale Karriere 2009. Bei der U20-Europameisterschaft in Griechenland erreichte sie mit ihrer heutigen Partnerin Barbora Hermannová den siebten Rang. Außerdem wurden die beiden Tschechinnen Vierte der Junioren-Weltmeisterschaft in Blackpool. Ein Jahr später belegten sie im gleichen Wettbewerb in Alanya den fünften Platz. Bei der U23-EM in Kos wurden sie erneut Siebte. Nach diesen Erfolgen in der Nachwuchskonkurrenz absolvierten sie 2011 in Mysłowice ihr erstes gemeinsames Open-Turnier. Kurz darauf gelang ihnen beim Satellite in Zypern der erste Turniersieg. In Porto wiederholten Bonnerová/Hermannová den siebten Platz bei der U23-EM. 2012 spielten sie ihre ersten Grand Slams in Shanghai und Peking. Bei der Europameisterschaft in Scheveningen erreichten sie Platz fünf. Bei der WM 2013 in Stare Jabłonki schieden sie sieglos nach der Vorrunde aus. Im gleichen Jahr gewannen sie die tschechische Meisterschaft und in der folgenden Saison standen sie ein zweites Mal im Finale dieser Veranstaltung.
2017 und 2018 spielte Bonnerová mit Šárka Nakládalová. Auf der World Tour gelang Bonnerová/Nakládalová ein zweiter Platz beim 1-Stern-Turnier in Langkawi und ein vierter Platz beim 2-Sterne-Turnier in Nanjing. 2018 wurden sie bei der Europameisterschaft in den Niederlanden Neunte und Zweite beim 2-Sterne-Turnier in Agadir. 2019 gewann sie mit Martina Maixnerová das FIVB 1-Stern-Turnier in Visakhapatnam, 2020 spielte sie  mit Sára Olivová auf nationalen Turnieren, 2021 siegte sie mit Marie-Sára Štochlová bei der tschechischen Meisterschaft sowie beim 1-Stern-Turnier in Ljubljana und erreichte Platz zwei beim 2-Sterne-Turnier in Brünn. 2022 war Anna Pospíšilová ihre Partnerin.

## Privates
Martina Bonnerová ist seit 2019 mit dem südafrikanischen Beachvolleyballspieler Leo Williams verheiratet.